# Покахонтас (фільм, 1995)
«Покахонтас» (англ. Pocahontas) — 33-й повнометражний анімаційний фільм, представлений студією Волта Діснея. Сюжет створено за мотивами легенди про Покахонтас, індіанську принцесу, що зробила великий внесок у мирні стосунки індіанців з англійськими колоністами на початку XVII століття.
Музична тема з мультфільму під назвою «Colors of the Wind» у виконанні Ванесси Вільямс отримала премії «Оскар» і «Греммі».
Фільм дубльовано студією «Le Doyen» на замовлення компанії «Disney Character Voices International» у 2017 році.

## Сюжет
Йде 1607 рік і судно англійських поселенців наближається до густих лісів Вірджинії. Людей очолює губернатор Реткліфф, який після певних інцидентів намагається поліпшити свою репутацію перед англійським королем. А також сподівається знайти золото в цих незвіданих місцях і тим саме покращити становище Британії на світовій арені. Веде корабель відомий капітан Джон Сміт. Ще на початку рейсу він демонструє виняткову мужність і рятує від утоплення недосвідченого члена екіпажу на ім'я Томас.
Коли корабель причалює до берега, Джон починає шукати індіанців, так званих «дикунів». Саме його цікавість до мешканців Нового Світу і стала для нього однією з основних причин поїздки. В лісі Джон зустрічається із красивою індіанською принцесою Покахонтас. Це дочка Повгатана, вождя племені. Так сам, як і Джон, вона не дуже хоче слідувати правилам свого народу і шукає власний шлях. Вона товаришує із тваринами — єнотом Міко і колібрі Флітом.
Батько намірився видати Покахонтас заміж за одного з найкращих воїнів їх племені — Кокума. Але попри красу і мужність цього хлопця, принцеса не любить його, вважаючи занадто серйозним. Впродовж мультфільму характер Кокума стає очевидним в сцені, коли кілька дітей намагаються грати із ним, але той їх вперто ігнорує. Покахонтас звертається за порадою до чарівного дерева, Бабусі Верби. Та говорить, що дівчина має слухатись свого серця. Покахонтас дуже зацікавилася Джоном Смітом, а той зацікавився нею. Вони зустрічаються все частіше і частіше.
Тим часом губернатор Реткліфф повністю зайнятій пошуками золота. Він цілеспрямований і не збирається зупинятися. Його діяльність, а особливо вирубка лісів, сердить індіанців. Люди Реткліффа не можуть знайти золота, і губернатор вигадує історію, в яку вірить сам і запевняє в ній поселенців — нібито це індіанці ховають всі скарби.
Джон вже не довіряє Реткліффу, але не сприймає ситуацію серйозно. Він продовжує зустрічатися з Покахонтас і намагається запевнити товаришів, що в індіанців немає ніякого золота. Реткліфф почав замислюватися, куди так часто пропадає Джон Сміт і приставляє до нього шпигуна — матроса Томаса. Джон нічого не підозрює і йде на зустріч із Покахонтас.
Так само і Кокум шпигує за своєю нареченою. Коли він бачить романтичну сцену Джона і Покахонтас, то атакує хлопця. Томас стріляє в Кокума і вбиває його. Індіанці захоплюють Джона, а Томасу вдається втекти. Матрос розповів Реткліффу про те, що сталося, і губернатор скорився приводом, щоб нацькувати поселенців на індіанців. Він сказав, що єдиний спосіб врятувати Джона — це війна.
Повгатан засуджує Сміта до смерті, але Покахонтас вступається за нього і зізнається батькові в своєму коханні до англійця. Повгатан звільняє Джона. Реткліфф дає наказ стріляти в індіанців, але поселенці відмовляються його виконувати. Губернатор намагається вистрелити в Повгатана, але Джон штовхає вождя і приймає кулю на себе. Англійці нападають на Реткліфа і беруть його в полон та відправляють додому, де його чекає суд за державну зраду.
Джон Сміт вижив після пострілу, але він має повернутися до Англії, щоб привезти допомогу, необхідну для виживання поселенців. Покахонтас і індіанці приходять, щоб провести їх. На березі океану Джон і Покахонтас прощаються один з одним.

## Ролі озвучували
| Персонаж           | Оригінал                        | Український дубляж                          |
| ------------------ | ------------------------------- | ------------------------------------------- |
| Покахонтас         | Ірен Бедард (вокал — Джуді Кун) | Ольга Гриськова (вокал — Валентина Лонська) |
| Джон Сміт          | Мел Ґібсон                      | Петро Сова (вокал — Дмитро Бабак)           |
| Губернатор Реткліф | Девід Оґден Стірс               | Володимир Кокотунов                         |
| Повгатан           | Рассел Мінс                     | Михайло Кришталь                            |
| Кеката             | Гордон Тутосіс                  | Анатолій Борисенко                          |
| Бен                | Біллі Конноллі                  | Сергій Солопай                              |
| Лон                | Джо Бейкер                      | Сергій Петько (співає — Павло Скороходько)  |
| Кокоум             | Джеймс Апаумут Фолл             | Юрій Кухаренко                              |
| Накома             | Мішель Сент-Джон                | Юлія Шаповал                                |
| Віґґінс            | Девід Оґден Стірс               | Максим Цедзінський                          |
| Бабуся Верба       | Лінда Гант                      | Ірина Дорошенко                             |
| Томас              | Крістіан Бейл                   | Андрій Соболєв                              |

Ірен Бедард, яка грає Покахонтас, стала першою небілою акторкою, що озвучувала Діснеєвську принцесу. Жасмін, першу небілу принцесу Діснея, озвучила біла акторка Лінда Ларкін. До фільму також було залучено кількох індіанських акторів озвучення, зокрема Джеймса Апаумута Фолла в ролі Кокума та Расселла Мінса в ролі Повгатана.

### Інформація про дубляж
Дубльовано студією «LeDoyen» на замовлення «Disney Character Voices International» у 2017 році.
- Перекладач тексту та пісень, автор синхронного тексту — Роман Кисельов
- Режисерка дубляжу — Ольга Фокіна
- Музична редакторка — Тетяна Піроженко
- Звукорежисерка — Олена Лапіна
- Звукорежисер перезапису — Михайло Угрин

А також ролі дублювали: Олена Борозенець, Катерина Башкіна-Зленко, Вікторія Хмельницька, Володимир Бугай, Леонід Попадько, В'ячеслав Дудко, Роман Солошенко, Тетяна Піроженко, Вероніка Дорош, Євген Анишко, Сергій Юрченко, Роман Болдузєв, Володимир Трач та інші.

## Історична достовірність
Покахонтас — це прізвисько, що означає «грайлива», «неслухняна». Справжнім іменем індіанської принцеси було Матоака. Реальній Покахонтас у 1607 році було 10 чи 11 років, тоді як у мультфільмі вона доросла. Немає історичних свідчень, що Покахонтас і Джон Сміт мали які-небудь романтичні стосунки.

## Сприйняття
На агрегаторі відгуків Rotten Tomatoes мультфільм «Покахонтас» схвалили 53% критиків і 64% пересічних глядачів.
Роджер Еберт у рецензії для Chicago Sun-Times похвалив пейзажі, візуалізацію пісень і персонажів, а слабкостями фільму назвав відсутність яскравого лиходія та кінцівку. «Покахонтас», за словами критика, засновано на міфі, а не на історії; життя реальної індіанської принцеси цікавіше за сюжет мультфільму, де вона постає спрощеним персонажем.
Ед Ґонсалез на Slant писав, що хоча про життя Покахонтас відомо багато, фільм Діснея повністю зосереджений на міфі. Рішення творців мультфільму переінакшити її біографію не образливі самі по собі (особливо якщо говорити про життя Покахонтас до знайомства з Джоном Смітом, де вони змогли проявити уяву), але «Покахонтас» провалює спробу показати порозуміння між індіанцями та англійськими колоністами. Воно відбувається саме по собі, а вирішується, по суті, на користь англійців.
Деякі глядачі з осудом сприйняли те, що мультфільм романтизує життя Покахонтас, яка насправді прожила лише 21 рік і померла в Англії. Частина корінних американців розкритикували зображення індіанців, які постають «добрими» лише в тому випадку, якщо допомагають європейським колоністам. Інші критикували «Покахонтас» за зображення білих поселенців як фанатичних грабіжників. Психологи скаржилися, що зображення героїні дало дівчатам ще один неможливий стандарт тіла, якому вони повинні відповідати. Це сприяло репутації мультфільму як одного з найсуперечливіших Диснеївських творів.
Кінокритики проте визнали важливість «Покахонтас» як мультфільму, що започаткував новий підхід до зображення Діснеївських принцес, звертаючись до теми «кольорових» героїнь. Крім того це єдиний мультфільм студії Діснея, головна героїня якого — реальна історична особа. Зауважувалося також, що Покахонтас у фіналі відхиляє запрошення Джона Сміта поїхати з ним до Англії та вирішує залишитися зі своїм племенем.